# Thorarchaeota
Embranchement
Les Thorarchaeota sont un embranchement d'archées. 